# Ľuba Lesná
Ľuba Lesná (ur. 21 marca 1954 w Bratysławie) – słowacka pisarka, dziennikarka i komentator polityczny, autorka słuchowisk teatralnych i radiowych.

## Biografia
Ľuba Lesná urodziła się 21 marca 1954 r. w Bratysławie. Ukończyła studia na Wydziale Filozoficznym Uniwersytetu Komeńskiego w Bratysławie. Początkowo pracowała jako krytyk teatralny. Po aksamitnej rewolucji w 1989 r. współpracowała jako dziennikarz i komentator polityczny m.in. w Radiu Wolna Europa, Telewizji Słowackiej i The Slovak Spectator. W latach 2010–2012 współpracowała z premierem Ivetą Radičovą, jako analityk w kancelarii rządu Słowacji. Obecnie pracuje w biurze ministra Jána Budaja.
W 1989 r. napisała książkę Únos prezidentovho syna alebo Krátke dejiny tajnej služby, za którą otrzymała w 1999 r. nagrodę im. Egona Erwina Kischa w kategorii literatura faktu. W 2001 r. wydała Únos demokracie. Zo zákulisia slovenskej tajnej služby. W 2007 r. wydała kryminał  Prípad medička oparty na faktach zabójstwa młodej lekarki Ľudmily Cervanovej.
Zajmuje się również produkcją teatralną, jest autorką monodramów Klytaimnéstra (1988) i Báthoryčka (1988), a także słuchowisk radiowych Skamenelina (1984) i Krížovky pameti (2007). W 2009 roku napisała jednoaktową sztukę Nech žije spartakiáda. W 2016 r. wyreżyserowała film dokumentalny Supy verzus klarinet o młodym klarneciście z NRD Hartmutzie Tautzu, który w 1986 r. próbował uciec z Bratysławy do Austrii i został pogryziony przez psy strażników granicznych w wyniku czego zmarł.

## Wybrane dzieła
- Únos prezidentovho syna alebo Krátke dejiny tajnej služby, 1998
- Únos demokracie. Zo zákulisia slovenskej tajnej služby, 2001
- Prípad medička, 2007
- Krajina hrubých čiar, 2013
- Únos. Čierna diera demokracie, 2017
- Tisícročná žena, 2018